# John Fastolf

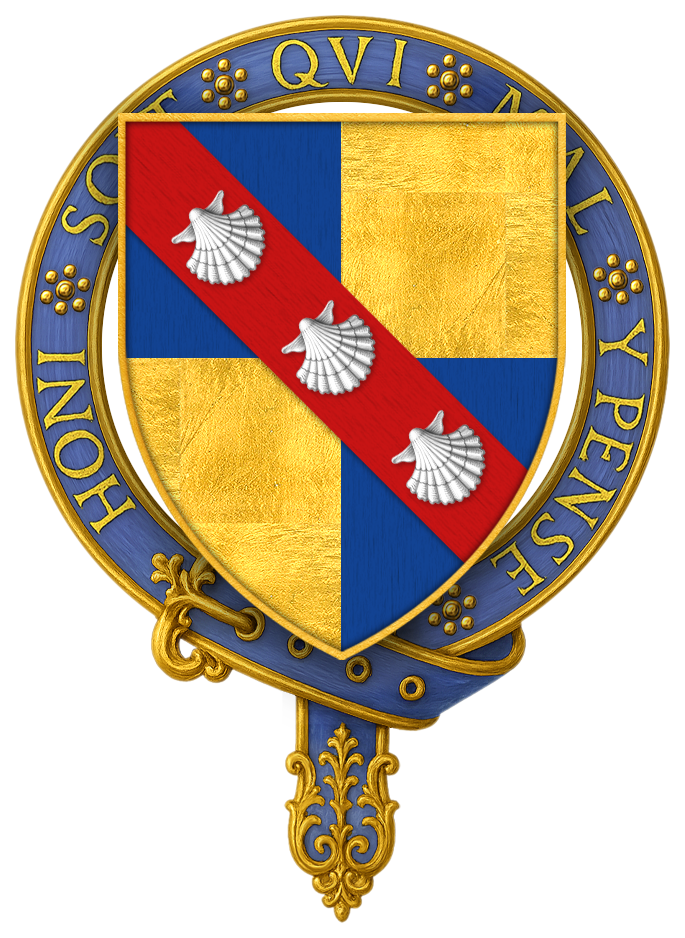
Wapen van John Fastolf

John Fastolf (Caister Hall (Norfolk), 6 november 1380 - Caister Castle (Norfolk), 5 november 1459) was een Engelse ridder die meevocht tijdens de Honderdjarige Oorlog. Hij stond model voor het personage van John Falstaff in enkele van Shakespeares toneelstukken. 
Veertig jaar van zijn leven besteedde Fastolf aan de strijd tegen de Fransen op Frans grondgebied. Zijn tijdgenoten beschouwden hem als een van de beste specialisten in die strijd en een opmerkelijk militair tacticus. Hij bracht echter schande over zich toen hij op de vlucht sloeg bij de Slag bij Patay, wat de reden was dat Shakespeare hem in het koningsdrama Hendrik IV, Deel 1 als de immorele ridder Falstaff kon opvoeren. Fastolf stierf in Caister-on-Sea op 5 november 1459. Hij werd begraven naast zijn vrouw Millicent, in een speciaal gebouwde vleugel aan de abdij van Saint Benet in Norfolk.